# Piedmont, South Dakota
Piedmont är en ort i Meade County i delstaten South Dakota, USA.